# Villa 9 de Julio (Tucumán)
Villa 9 de Julio es un barrio de San Miguel de Tucumán, Tucumán, Argentina. Se encuentra delimitado por las avenidas Martín Berho, Circunvalación, Juan B. Justo, Francisco de Aguirre, Siria, Sarmiento y Gobernador del Campo, siendo el más grande la capital con un total de 196 manzanas.

## Historia
El barrio se ubica sobre la zona de los viejos Ejidos del Norte, conocidos por ser una tierra fértil y poblada por plantaciones de arroz y trigo, y donde las tropas del Ejército del Norte se prepararon antes de la Batalla de Tucumán en 1812. Posteriormente fue poblándose al ser loteados los terrenos de las plantaciones y se extendieron las calles y la avenida Avellaneda hacia el norte, actual avenida Juan B. Justo. En 1894 se inauguró el Cementerio del Norte sobre la avenida, y se extendieron líneas de tranvías y la línea 103 del trolebús.
En el sur del barrio, sobre la avenida Sarmiento, se creó originalmente la penitenciaría de Tucumán, trasladada en 1925 a Villa Urquiza, y se construyeron los edificios del Casino de Tucumán, el Teatro San Martín y la Legislatura de Tucumán en 1912. Asimismo los clubes Sportivo Guzmán, Estudiantes y el estadio José Fierro de Atlético Tucumán son las principales instituciones deportivas del barrio. Al ser el barrio más extenso de la capital, posee diversos sub barrios en su interior: Barrio Christie, Los Pinos, Atep I, Torres 25 de mayo, Obispo Piedrabuena, Copiaat, Mataderos, Parque Centenario y 8 de marzo.

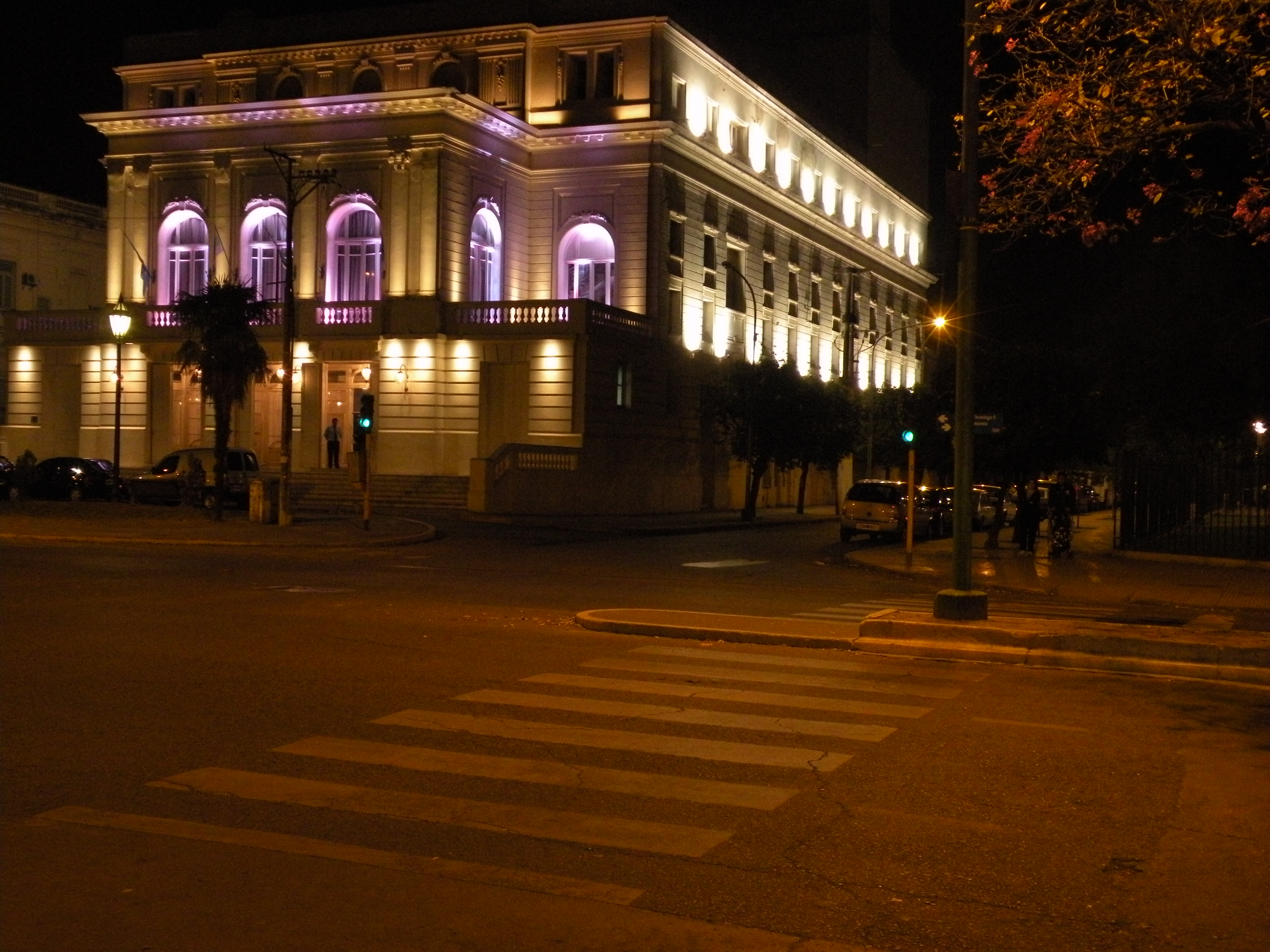
Vista nocturna del Teatro San Martín.

## Educación
- Escuela Elmina paz de Gallo
- Escuela de Oficios Gral. Manuel Belgrano
- Escuela Dr. Ricardo Gutiérrez
- Colegio Nuestra Señora de Fátima
- Colegio Santa Catalina
- Facultad Regional Tucumán
- Instituto Superior Santo Toribio de Mogrovejo
- Escuela de Comercio N° 1
- Escuela Pte. Julio Argentino Roca
- Escuela Superior de Educación Artística
- Escuela N° 49 Juan Bautista Alberdi
- Escuela Secundaria Blas Parera
- Escuela Secundaria Emilio Castelar

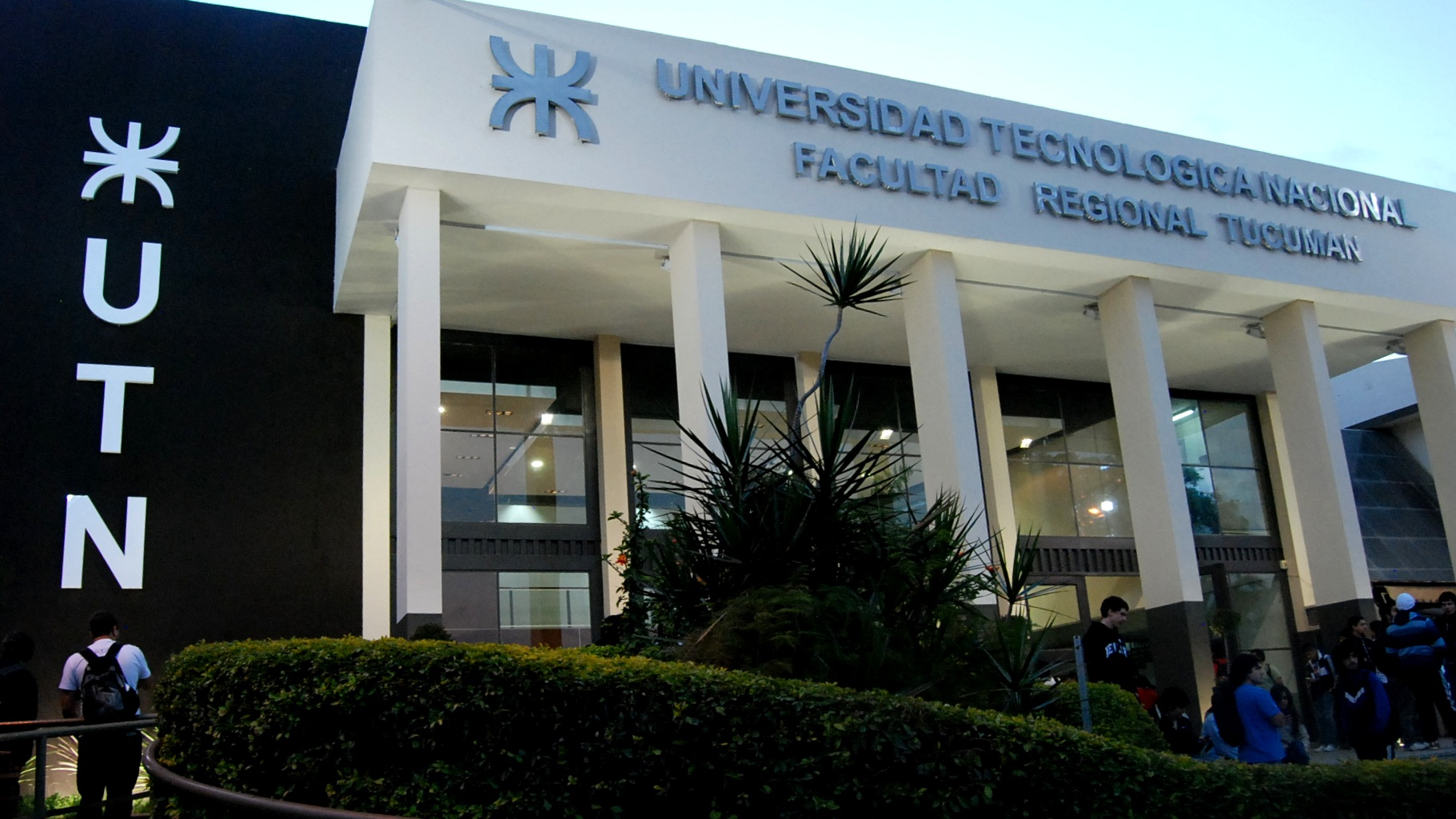
Universidad Tecnológica Nacional.

- Escuela Lucas Córdoba

## Salud
- Hospital del Carmen
- CAPS Urquiza
- CAPS Villa 9 de Julio
- CAPS Dr. Carlos Cattaneo

## Transporte

### Líneas de colectivos
- Línea 1
- Línea 3
- Línea 5
- Línea 7
- Línea 8
- Línea 9
- Línea 11
- Línea 12
- Línea 17
- Línea 18
- Línea 19
- Línea 101
- Línea 103
- Línea 107
- Línea 109
- Línea 124
- Línea 131

## Deportes
- Club Atlético Tucumán
- Club Atlético Estudiantes
- Club Sportivo Guzmán
- Club Redes Argentinas
- Club Frontón Tucumán
- Club 13 de mayo

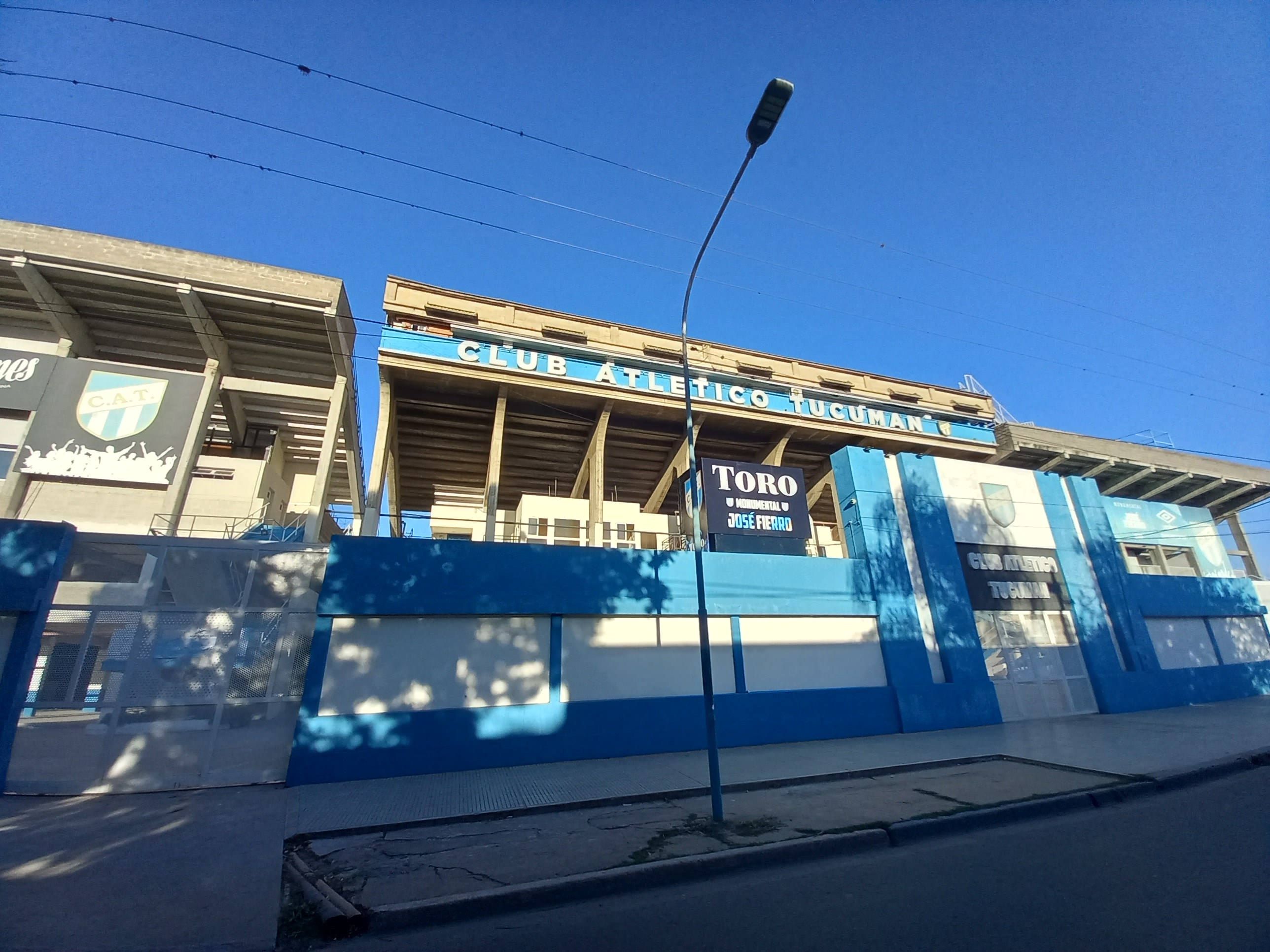
Estadio Monumental José Fierro.

- Complejo Deportivo Teniente Ledesma
- Complejo Deportivo Gral. Muñoz

## Parroquias de la Iglesia católica en Villa 9 de Julio
| Arquidiócesis | Arquidiócesis de Tucumán  |
| ------------- | ------------------------- |
| Parroquia     | La Resurección del Señor  |
| Parroquia     | Nuestra Señora del Carmen |
| Parroquia     | El Salvador               |
| Parroquia     | Nuestra Señora de Fátima  |